# Термодифузія
Термодифузія — явище переносу речовини в тілі з нерівномірним розподілом температури, зокрема дифузія складових частин розчину або газової суміші, зумовлена різницею температур. 
На відміну від дифузії, яка зазвичай призводить до вирівнювання концентрації речовин, результатом термодифузії є просторове розділення речовин. При створенні в двокомпонентній суміші градієнту температури, процеси термодифузії та дифузії діють в протилежних напрямках, що призводить до встановлення певного рівноважного розподілу компонентів. 
Кількісно термодифузія характеризується коефіцієнтом термодифузії, виходячи з рівняння
{\displaystyle {\frac {dc}{dx}}={\frac {D_{T}}{D_{12}}}{\frac {1}{T}}{\frac {dT}{dx}}},
де c - концентрація, {\displaystyle D_{12}} - коефіцієнт взаємної дифузії компонент суміші, {\displaystyle D_{T}} - коефіцієнт термодифузії. 
Коефіцієнт термодифузії пропорційний добутку концентрацій компонентів суміші: 
{\displaystyle {\frac {D_{T}}{D_{12}}}=\alpha c(1-c)},
де {\displaystyle \alpha } - стала термодифузії.
Термодифузію застосовують для розділення вуглецю, азоту, кисню, урану тощо. Обернений процес носить назву ефект Дюфура.